# Sumbawa
Sumbawa è un'isola indonesiana della provincia di Nusa Tenggara Occidentale che fa parte del gruppo delle Piccole Isole della Sonda.
Si trova a est dell'isola di Giava, a nord-ovest dell'Australia, a sud della Malaysia e a ovest dell'isola di Flores. L'isola ha una superficie di 15.448 km², con una popolazione di circa 1,5 milioni di abitanti. Essa segna il confine tra le isole ad ovest, che sono state influenzate dalla religione e la cultura provenienti dall'India, e le regioni a est che invece non sono state così fortemente influenzate.

## Vulcani
Sumbawa è situata sulla cintura di fuoco del Pacifico. Si tratta di un'isola vulcanica, dove tra l'altro sorge il famoso vulcano Tambora, la cui eruzione del 1815 è tuttora la più distruttiva eruzione vulcanica della storia moderna (circa quattro volte più grande dell'eruzione del Krakatoa del 1883, in termini di volume di magma espulso). L'eruzione, che uccise almeno 92.000 persone, lanciò nell'atmosfera 100 chilometri cubici di cenere, che causarono un abbassamento delle temperature a livello mondiale, tanto che l'anno seguente, il 1816, è ricordato come l'"anno senza estate".

### Elenco delle isole al largo
Esistono una serie di isole al largo di Sumbawa che rientrano nelle reggenze amministrative dell'isola:
- Reggenza di Sumbawa Occidentale
  - Susait
  - Dua
  - Belang
  - Songi
  - Ular
  - Kenawa
  - Natano
- Sumbawa Besar Regency
  - Panjang Island
  - Saringi
  - Kemudang
  - Ayer Tawat
  - Romo
  - Medang Island
- Baia di Saleh, Reggenza di Sumbawa
  - Isola Moyo
  - Dangar Besar
  - Liang
  - Ngali
  - Tengar
  - Kelapang
  - Dompo
  - Takebo
  - Paming
  - Lipa
  - Rakit
- Reggenza di Dompu:
  - P. Besar
  - P. Nisa Pudu
  - P. Nisa Rate
- Reggenza di Bima, L'exclave della penisola di Tambora
  - Isola Satonda
- Reggenza di Bima
  - Sangeang Api
  - Isola Sanai
  - Matagate
  - Isola Banta